# Matthias Lietz

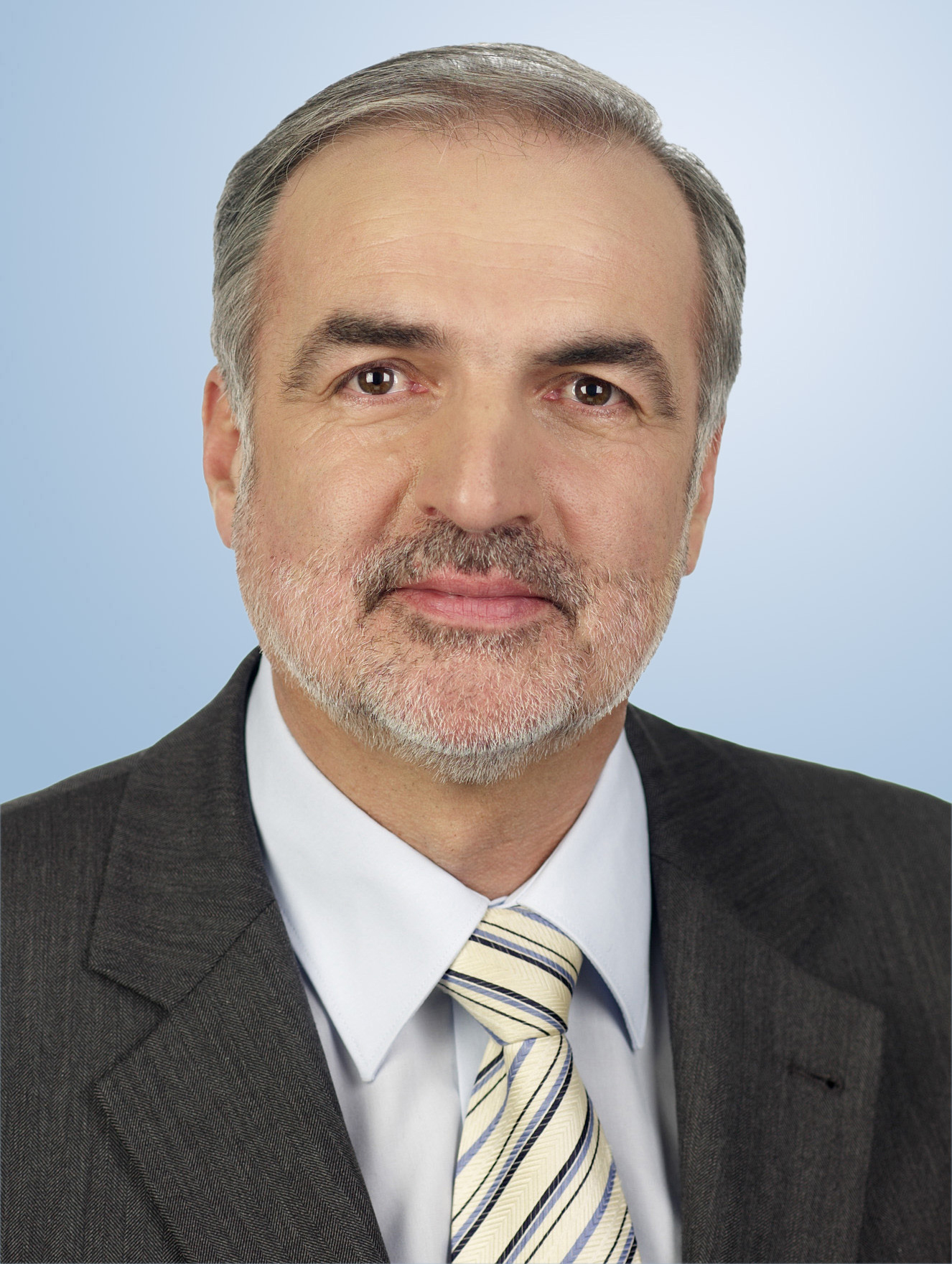
Matthias Lietz (2010)

Matthias Lietz (* 12. März 1953 in Zittau) ist ein deutscher Politiker (CDU). Von 2006 bis 2009 war er Abgeordneter im Landtag von Mecklenburg-Vorpommern. Von 2009 bis 2017 war er Abgeordneter im Deutschen Bundestag und dort Mitglied des Verkehrsausschusses sowie des Europaausschusses.

## Leben
Lietz besuchte die Polytechnische Oberschule und machte im Anschluss eine Berufsausbildung mit Abitur zum Betriebsschlosser. Danach leistete er seinen 18 Monate dauernden Grundwehrdienst und absolvierte von 1974 bis 1978 das Studium zum Dipl.-Ing. Allgemeiner Maschinen- und Fahrzeugbau (FH) an der Ingenieur-Hochschule Zwickau. Anschließend arbeitete er von 1979 bis 1992 als Montage- und Abteilungsleiter im Landtechnischen Anlagenbau Rostock, Betriebsteil Wusterhusen und bis 1997 als Technischer Angestellter beim DRK-Kreisverband Ostvorpommern sowie beim Zweckverband Wasser/Abwasser. Von 1997 bis 2000 absolvierte er eine Weiterbildung an der Verwaltungs- und Wirtschaftsakademie in Schwerin, welche er mit einem Abschluss als Verwaltungs-Betriebswirt (VWA) beendete. Lietz ist katholisch, verheiratet und hat zwei erwachsene Kinder sowie drei Enkelkinder.

## Politik
Lietz war von 1990 bis 1992 Gemeindevorsteher und von 1992 bis 2004 Bürgermeister im Seebad Lubmin. Von 1994 bis 2009 war er Mitglied im Kreistag von Ostvorpommern, wo er von 1999 bis 2009 auch Kreistagspräsident war. Seit 2004 zunächst stellvertretender Vorsitzender, war er von 2008 bis 2009 Vorsitzender des Landkreistages Mecklenburg-Vorpommern. Bei der Landtagswahl 2006 gewann Lietz das Direktmandat im Wahlkreis 30 (Ostvorpommern II) und zog in den Landtag von Mecklenburg-Vorpommern ein. Dort war er bis Oktober 2009 Vorsitzender des Ausschusses für Landwirtschaft, Umwelt und Verbraucherschutz sowie Sprecher der CDU-Fraktion für Kommunal- und Umweltpolitik.
Am 10. Januar 2009 wurde Lietz von der CDU zum Direktkandidaten für den ehemaligen Bundestagswahlkreis Greifswald – Demmin – Ostvorpommern für die Bundestagswahl 2009 nominiert. 

## Abgeordneter
Am 27. September 2009 gewann er dort das Bundestagsdirektmandat. Im 17. Bundestag war Matthias Lietz ordentliches Mitglied im Ausschuss für Verkehr, Bau und Stadtentwicklung sowie im Ausschuss für Angelegenheiten der Europäischen Union.
Bei der Bundestagswahl 2013 erreichte Lietz am 22. September 2013 erneut ein Direktmandat für die CDU, diesmal im neu gebildeten Bundestagswahlkreis Mecklenburgische Seenplatte I – Vorpommern-Greifswald II. Er war stellvertretendes Mitglied im Ausschuss für Ernährung und Landwirtschaft.
Für die Bundestagswahl 2017 unterlag er parteiintern dem CDU-Politiker Philipp Amthor bei der Aufstellung im CDU-Kreisverband. Lietz zog somit nicht erneut in den Bundestag ein.

## Mitgliedschaften
Matthias Lietz war in der 17. Legislaturperiode des Deutschen Bundestages Mitglied in der Parlamentarischen Gruppe Binnenschifffahrt, der Deutsch-Nordischen Parlamentariergruppe, der Parlamentariergruppe der Europa-Union sowie der Parlamentsgruppe Luft- und Raumfahrt. In der CDU/CSU-Bundestagsfraktion arbeitete er in der Arbeitnehmergruppe, im Energie-Koordinationskreis, im Arbeitskreis Küste, in der Tourismuskommission und Aufbau Ost mit.